# Andy Duncan
Andrew M. "Andy" Duncan (17 de abril de 1922-12 de abril de 2006) fue un jugador de baloncesto estadounidense que disputó tres temporadas entre la BAA y la NBA. Con 1,98 metros de estatura, jugaba en la posición de ala-pívot.

## Trayectoria deportiva

### Universidad
Jugó durante su carrera universitaria con los Tribe de The College of William & Mary, siendo uno de los dos únicos jugadores de dicha universidad en acceder a la NBA.

### Profesional
Fue elegido en el Draft de la BAA de 1947 por New York Knicks, pero finalmente firmó contrato por dos años y 15.000 dólares con los Rochester Royals. en su primera temporada como profesional promedió 7,4 puntos por partido.
Jugó una temporada más en los Royals, hasta que en 1950 fue traspasado a los Boston Celtics. Pero solo llegó a disputar 14 partidos con el equipo de Massachusetts, en los que promedió 2,1 puntos y 2,1 rebotes, retirándose posteriormente.

## Estadísticas de su carrera en la BAA y la NBA

### Temporada regular
| Temporada | Edad | Equipo           | Liga  | P   | TIT | MIN | TC  | TCA | %TC  | 3P | 3PA | %3P | TL  | TLA | %TL  | R.OF. | R.DEF. | REB | ASIS | ROB | TAP | PER | FP  | PTS |
| 1948-49   | 26   | Rochester Royals | BAA   | 55  |     |     | 2.9 | 7.1 | .414 |    |     |     | 1.5 | 2.5 | .615 |       |        |     | 0.9  |     |     |     | 3.3 | 7.4 |
| 1949-50   | 27   | Rochester Royals | NBA   | 67  |     |     | 1.9 | 4.3 | .433 |    |     |     | 0.9 | 1.6 | .556 |       |        |     | 0.6  |     |     |     | 2.4 | 4.6 |
| 1950-51   | 28   | Boston Celtics   | NBA   | 14  |     |     | 0.5 | 2.9 | .175 |    |     |     | 1.1 | 1.6 | .682 |       |        | 2.1 | 0.6  |     |     |     | 1.9 | 2.1 |
| Total     |      |                  | TOTAL | 136 |     |     | 2.2 | 5.3 | .408 |    |     |     | 1.2 | 1.9 | .596 |       |        | 2.1 | 0.7  |     |     |     | 2.7 | 5.5 |
|           |      |                  | NBA   | 81  |     |     | 1.6 | 4.1 | .401 |    |     |     | 0.9 | 1.6 | .577 |       |        | 2.1 | 0.6  |     |     |     | 2.3 | 4.2 |
|           |      |                  | BAA   | 55  |     |     | 2.9 | 7.1 | .414 |    |     |     | 1.5 | 2.5 | .615 |       |        |     | 0.9  |     |     |     | 3.3 | 7.4 |

### Playoffs
| Temporada | Edad | Equipo           | Liga  | P | MIN | TCA | TC | 3PA | 3P | TLA | TL | R.OF. | REB | ASIS | ROB | TAP | PER | FP | PTS | %TC  | %3P | %FT   | MIN | PTS | REB | AST |
| 1948-49   | 26   | Rochester Royals | BAA   | 4 |     | 3   | 13 |     |    | 0   | 1  |       |     | 2    |     |     |     | 5  | 6   | .231 |     | .000  |     | 1.5 |     | 0.5 |
| 1949-50   | 27   | Rochester Royals | NBA   | 2 |     | 2   | 3  |     |    | 2   | 2  |       |     | 1    |     |     |     | 5  | 6   | .667 |     | 1.000 |     | 3.0 |     | 0.5 |
| Total     |      |                  | TOTAL | 6 |     | 5   | 16 |     |    | 2   | 3  |       |     | 3    |     |     |     | 10 | 12  | .313 |     | .667  |     | 2.0 |     | 0.5 |
|           |      |                  | BAA   | 4 |     | 3   | 13 |     |    | 0   | 1  |       |     | 2    |     |     |     | 5  | 6   | .231 |     | .000  |     | 1.5 |     | 0.5 |
|           |      |                  | NBA   | 2 |     | 2   | 3  |     |    | 2   | 2  |       |     | 1    |     |     |     | 5  | 6   | .667 |     | 1.000 |     | 3.0 |     | 0.5 |